# Процес над шістнадцятьма (1945)
«Процес шістнадцяти» — показовий політичний процес над лідерами Польського підпілля, що проходив 18-21 червня 1945 року в Москві перед Військовою колегією Верховного Суду СРСР.

## Походження процесу
1 лютого 1945 року з Любліна до Варшави переїхав Тимчасовий уряд Республіки Польща, визнаний СРСР, Чехословаччиною та Югославією, - він організував свою адміністрацію на польських землях, окупованих СРСР після усунення німецької окупації в результаті Січневого наступу. Окрім призначення місцевих адміністративних органів (воєвод, старост, гмінних старост тощо), було оголошено, між іншим: мобілізацію до армії.
4–11 лютого 1945 р. в Ялті (Крим) відбулася так  конференція, знана як  велика трійка, тобто лідери США, Великої Британії та СРСР, тобто Франклін Делано Рузвельт, Вінстон Черчилль і Йосип Сталін. Її результатами щодо польської справи було визнання західними країнами радянської анексії східних земель Речі Посполитої, надання Польщі натомість невизначеної частини довоєнної німецької території, а також підтвердження створення т. зв. «тимчасового уряду національної єдності», який мав бути створений шляхом реорганізації Тимчасового уряду за участю всіх демократичних сил. У резолюціях конференції зовсім не йшлося про існування екзильного уряду. 13 лютого прем’єр-міністр польського уряду в екзилі Томаш Арцішевський відкинув Ялтинські положення, заявивши, що вони не зобов’язують ні польський уряд, ні польський народ. Проте це була лише символічна протидія, бо західні союзники її вже не зважали. У цих умовах 21 лютого Рада національної єдності, тобто парламент Польської Підпільної Держави, вирішила визнати Ялтинські домовленості, хоча, на її думку, ці умови означають для Польщі нові, надзвичайно важкі та шкідливі жертви. Останньою надією для польських незалежницьких груп був їхній вступ до уряду «національної єдності», оголошеного в Ялті, щоб у ньому не домінували комуністи, підпорядковані Сталіну.
У такій ситуації національні лідери прийняли драматичне рішення прийняти радянське «запрошення» до переговорів – всупереч усьому попередньому досвіду, особливо зі східних районів Польщі (арешти офіцерів і солдатів Армії Крайової на Новогрудщині, Вільнюсі та Люблінщині). Не прийняти запрошення було б не менш поганим рішенням, оскільки це дало б Росії привід остаточно виключити польські незалежницькі партії з майбутнього уряду. У результаті було встановлено контакт з радянською владою та її представником генералом НКВС Іваном Сєровим.

## Попередні зустрічі з радянськими представниками
Посередниками в країні між представниками Польського підпілля та СРСР були офіцери Війська Народного Польського, пов’язані з РППС і інфільтровані НКВС. Першим пропозицію вести переговори з радянським командуванням отримав останній головнокомандувач Армії Крайової, а потім головнокомандувач організації НІЕ генерал Леопольд Окуліцький "Ведмідь". Він проконсультувався з Радою національної єдності (RJN), яка на своєму засіданні в Підковій Лесні 21 лютого одностайно порадила не брати участь у такому засіданні. Водночас, однак, вони постійно шукали шляхи «легалізації» діяльності польських політичних партій під комуністичною владою. Тому польські лідери були готові піти на будь-який ризик.
4 березня в Прушкуві відбулася попередня зустріч делегації Армії Крайової з полк. Піменовим, представником генерала Івана Сєрова (фігурує під псевдонімом генерал Іванов). Піменов запевняв, що радянська сторона має чесні наміри, і початок переговорів приведе до розрядки напружених відносин між Армією Крайовою та СРСР. Він також поручився за безпеку польської делегації. Насамкінець він передав полякам листи до генерала Л. Окуліцького та віце-прем’єра Яна Станіслава Янковського із запрошенням на зустріч зі штабом маршала Георгія Жукова та гарантією безпеки. Незважаючи на недовіру до Рад і величезний особистий ризик, поляки вирішили прийти на зустріч. Вони не знали, що беруть участь у спецоперації НКВС і Смершу під керівництвом генерала Івана Сєрова. На налагодженні контактів також наполягали уряди Великобританії та США. Зрештою, RJN також прийняла рішення розпочати спільні переговори.

## Викрадення лідерів польського підпілля
Віце-прем'єр-міністр Янковський ще двічі зустрічався з полковником Піменовим, щоб скласти план переговорів. Вони мали стосуватися головним чином польської позиції щодо влади СРСР, ялтинських домовленостей і ситуації на фронті. Піменов перекручено заявив, що радянська влада, бачачи відсутність підтримки Тимчасового уряду в суспільстві, хоче угоди з ширшим представництвом поляків. Крім того, він запропонував розширити польську делегацію представниками різних партій, що було прийнято. Польські керівники позитивно сприйняли ідею угоди, але заспокоєння підтримки фронту поставили в залежність від звільнення заарештованих і відправлених у табори офіцерів і солдатів Армії Крайової. 28 березня поляки мали зустрітися на віллі в Прушкові на вул. Pęcicka 3 (нині ul. Armii Krajowej) з ген. Серовим. Фактично ця вілла була місцевим штабом НКВС. Польський уряд в екзилі був поінформований про переговори, які мали відбутися. Він навіть надіслав своєрідну вказівку: використати ці переговори насамперед для того, щоб пом'якшити курс в країні, припинити терор і депортації.
27 березня до Прушкува прибув урядовий делегат і віце-прем'єр країни Я. С. Янковський, останній головнокомандувач Армії Крайової, нині головнокомандуючий організації «NIE», генерал Л. Окуліцький, голова Ради національної єдності Казімєж Пужак (представник ППС «Свобода, Рівність, Незалежність». ") та Юзеф Штемлер-Домбський, який виконував функції перекладача, а також заступник міністра Департаменту інформації Польської делегації в Польщі. Наступного дня прибули інші учасники запланованих переговорів: Антоні Пайдак (PPS-WRN), Станіслав Ясюкович, Казімеж Кобилянський, Збігнєв Стипулковський та Олександр Звежинський від Національної партії, Юзеф Хацінський і Францішек Урбанський від Лейбористської партії, Адам Бєнь, Казімеж Багінський і Станіслав Мєржва від Партії праці та Евгеніуш Чарновський і Станіслав Міхаловський від Демократичної спілки.
Всі вони були обманним шляхом заарештовані НКВС і наступного дня вивезені в Окенець, звідки спеціальним літаком вилетіли до Москви.

## Реакція на викрадення
Після викрадення віце-прем'єр-міністра Яна Станіслава Янковського його тимчасовий заступник і голова Департаменту внутрішніх справ урядової делегації Стефан Корбонський із SL надіслав до Лондона новини про депортацію лідерів до Москви. Посол Едвард Рачинський негайно подав листа до британського міністерства закордонних справ із закликом до втручання. Подібне вчинив і посол Польщі у Вашингтоні Ян Цехановський. У результаті британські та американські посли втрутилися в Москву, але дізналися лише, що ніякого викрадення не було, а всю історію вигадали поляки. Лише 3 травня під час зустрічі, організованої в консульстві СРСР у Сан-Франциско, В'ячеслав Молотов повідомив американських і британських дипломатів про арешт поляків і звинувачення їх у диверсії в тилу Червоної армії. Через два дні ця інформація була оприлюднена.
Відповідно до записки Анджея Верблана з розмови з тодішнім генеральним секретарем Польської робітничої партії Владиславом Ґомулкою, проведеної в 1981 році:
Болеслав Бєґа не прибув на заплановану нараду керівників ППС 27 березня 1945 р. і через дві години був заарештований НКВД на залізничній станції в Пйотркуві-Трибунальському, а потім також депортований у глиб СРСР.
У 1945, під час перебування в Москві, виступав перед Сталіним у зв'язку з арештом радянською владою підпільного керівництва Лондонського табору в Польщі (ген. Окуліцький та ін.). Гомулка стверджував, що це було порушення суверенітету Польщі з несприятливими наслідками для ПНР, народної влади та самого Радянського Союзу. Сталін відповів: «Ви говорите так, ніби ви глава великої держави, а ви керівник слабкої партії і слабкої країни, яку ми звільнили. Вони розстрілювали наших людей і ми будемо притягувати їх до відповідальності». Ґомулка відповів, що лондонський табір ще більшою мірою застосовував терор проти діячів ПНР і народних урядовців. Польська влада також притягне винних до відповідальності і покарає, можливо, суворіше, ніж радянська влада. Однак це дозволило б уникнути міжнародних ускладнень і звинувачень у порушенні суверенітету. Сталін задумався і погодився з Гомулкою, але заявив, що вже пізно виправляти ці справи. Річ у тім, за його словами, що «чекіст» — це той тип людей («така нація»), що як схопить рибу за хвіст, то тягне прямо в кошик, а кошик тут, на Луб’янці. . Пізніше розмова перейшла на інші теми. Однак, прощаючись, він повернувся до теми і сказав на прощання: «Я вивезу Сєрова (голова радянської контррозвідки). Він виявився дурнем
У 1945, під час перебування в Москві, виступав перед Сталіним у зв'язку з арештом радянською владою підпільного керівництва Лондонського табору в Польщі (ген. Окуліцький та ін.). Гомулка стверджував, що це було порушення суверенітету Польщі з несприятливими наслідками для ПНР, народної влади та самого Радянського Союзу. Сталін відповів: «Ви говорите так, ніби ви глава великої держави, а ви керівник слабкої партії і слабкої країни, яку ми звільнили. Вони розстрілювали наших людей і ми будемо притягувати їх до відповідальності». Ґомулка відповів, що лондонський табір ще більшою мірою застосовував терор проти діячів ПНР і народних урядовців. Польська влада також притягне винних до відповідальності і покарає, можливо, суворіше, ніж радянська влада. Однак це дозволило б уникнути міжнародних ускладнень і звинувачень у порушенні суверенітету. Сталін задумався і погодився з Гомулкою, але заявив, що вже пізно виправляти ці справи. Річ у тім, за його словами, що «чекіст» — це той тип людей («така нація»), що як схопить рибу за хвіст, то тягне прямо в кошик, а кошик тут, на Луб’янці. . Пізніше розмова перейшла на інші теми. Однак, прощаючись, він повернувся до теми і сказав на прощання: «Я вивезу Сєрова (голова радянської контррозвідки). Він виявився дурнем».

## Московський суд
Керівники польського підпілля спочатку майже 3 місяці провели у в’язниці НКВС на Луб’янці, де їх інтенсивно допитували та «готували» до показового суду. Генерал Леопольд Окуліцький розпочав голодування у травні 1945 року. Заарештовані розкрили існування організації «НІЕ», її походження та завдання. Готуючи «суд», радянська влада лише хотіла, щоб підсудні якнайшвидше зізналися у звинувачених. Сталін вважав, що західні лідери не шукатимуть правди і задовольняться зізнаннями обвинувачених, не перевіряючи правдивості звинувачень.
Показовий суд розпочався 18 червня. Воно відбувалося за радянськими зразками, які не мали жодного стосунку до судочинства в демократичній країні. Це також було явним порушенням міжнародних угод, які не визнають судових рішень державних органів однієї країни судовими органами іншої країни відповідно до правових положень. Він ґрунтувався лише на статті 7 угоди від 26 липня 1944 р. між Польським комітетом національного визволення та урядом УРСР про лінію фронту й охорону тилу фронту та постанові від 22 лютого 1944 р. , 1945 р. на лінії фронту затверджений Тимчасовим урядом. Справу міністра – члена Національної ради міністрів, соціаліста Антонія Пайдака офіційно виключили з розгляду через важку хворобу в’язня, власне, через його непохитну позицію на слідстві. Окремим таємним провадженням у листопаді 1945 р. засуджений на 5 років ув'язнення та 5 років заслання в Сибір..
1 липня 1945 року Рада національної єдності видала звернення до поляків, у якому було написано: «Перед судом у Москві постали найкращі сини Польщі, які п’ять років, з найбільшою жертвою і героїчно ризикуючи своїм життям, очолив непохитну боротьбу нації проти нацизму (...). Весь народ духовно єднається перед лицем трагедії та сумує.
Головним суддею був Ульріх, відомий своєю роллю під час сталінських репресій. У складі суду були також генерал-лейтенант юстиції М. П. Афанасьєв та Р. А. Руденко.

## Наслідки суду
- Леопольд Окулицький (Niedźwiadek, Ведмедик) — головнокомандувач Армії Крайової –NIE, 10 років в'язниці, помер у в'язниці 24 грудня 1946 року. За твердженням польських істориків і співкамерників: був убитий[4].
- Ян Станіслав Янковський — заступник прем'єр-міністра у представництві польського емігрантського уряду, 8 років таборів, помер ув'язнений 13 березня 1953 року за 2 тижні до закінчення терміну. За твердженням ряду польських істориків, можливо, було вбито.
- Адам Бень — перший заступник міністра освіти та культури, 5 років таборів.
- Станіслав Ясюкович — заступник Міністра внутрішніх справ. 5 років таборів, помер у в'язниці в 1946.
- Казімєж Пужак — голова Ради національної єдності та соціалістичної партії ПСС-ВРН, 1,5 року ув'язнення, випущений у листопаді 1945 року і повернувся до Польщі. Відмовився емігрувати, проте був знову заарештований службою безпеки у 1947 та засуджений до 10 років ув'язнення.
- Олександр Звежинський — заступник голови Ради національної єдності, голова партії Народне об'єднання, 8 місяців ув'язнення.

ув'язнення
Члени Ради національної єдності:
- Антоній Пайдак — представник польського уряду у вигнанні, засуджений до 5 років ув'язнення, був звільнений у 1955 році.
- Казимир Багинський — 1 рік ув'язнення, пізніше звільнений і вимушений до еміграції США.
- Євген Чарновський — голова Демократичного союзу, 6 місяців ув'язнення.
- Юзеф Хацінський — голова партії Об'єднання праці. 4 місяці ув'язнення.
- Станіслав Межва — 4 місяці ув'язнення.
- Збігнєв Стипульський — 4 місяці ув'язнення, пізніше звільнений, емігрував до Великобританії.
- Фелікс Урбанський — 4 місяці ув'язнення.
- Станіслав Міхаловський — визнано невинним.
- Казімєж Кобилянський — визнаний невинним.
- Ю. Стемлер — перекладач польської групи, визнаний невинним.

19 квітня 1990 року Пленум Верховного Судна СРСР розглянув протест виконувача обов'язків Генерального прокурора СРСР у цій справі. У протесті порушувалося питання скасування вироку щодо всіх засуджених за відсутністю у діях складу злочину. Зокрема, Янковський, Бень та Ясюкович заявили в суді, що щодо Армії Крайової вони не мали жодних повноважень. Командування цією організацією підпорядковувалося безпосередньо головнокомандувачу польськими збройними силами у Лондоні, і рішень про створення збройних загонів у тилу Червоної Армії вони приймали. Пленум Верховного Суду СРСР ухвалив: вирок Військової колегії Верховного Суду СРСР від 21 червня 1945 року скасувати справу засуджених припинити за відсутністю складу злочину.

## Інтернет-ресурси
- The Moscow Trial of the 16 Polish Leaders. Liberty Publications, London, 1945, 24 pages, 2 ill. Electronic version, via Internet Archive.
- Michael Sayers and Albert E. Kahn, «The Case of the Sixteen». Chapter 24 of The Great Conspiracy: The Secret War Against Soviet Union, a pro-Soviet view of the trial. Excerpt archived 4 January 2013.